# Palác Pereni
Palác Perenyi (ukrajinsky Палац Перені, maďarsky Perényi kastély) je bývalý palác šlechtice Zsigmonda Perenyiho a jeho rodiny. Nachází se v jihovýchodní části města Vynohradiv (Zakarpatská oblast) v blízkosti hradu Kankov, architektonické památky národního významu (č. 176), jedné z nejstarších památek tohoto typu na Ukrajině.
Zámek vznikl přestavbou původního hradu. Po útoku královských vojsk v roce 1557 byl původní Vynohradivský hrad poničen a byl zcela neobyvatelným. Proto se Zsigmond Perényi rozhodl ve městě postavit nové sídlo. Lokalitu zvolil ale v blízkosti původního hradu, neboť i tak mohla stavba poskytovat nějakou možnost se zde ukrýt. Původně jednopatrový barokní palác získal v 17. století další patro. Přízemí sloužilo pro potřeby domácnosti, ve druhém patře byly obytné prostory a velká hala. V ní se nacházela malba s obrazem Agasfera a královny Ester. V sovětských dobách byl palác využíván pro potřeby regionálního školství.
Stavba je poměrně rozlehlá, obdélníková a dvoupodlažní. Čtyřhranné vnější věže mají spíše dekorativní než obrannou funkci. Palác se nachází uprostřed starobylého parku s mnoha krásnými a vzácnými rostlinami. Na průčelí budovy se nachází stylový portál a nad ním na vysokém frontonu erb šlechtické rodiny Perényiů. Stěny paláce jsou silné a masivní a stropy klenuté. Pod budovou se nacházejí prostorné sklepy.